# O Cliente
The Client (bra/prt: O Cliente) é um filme estadunidense de 1994, do gênero suspense, dirigido por Joel Schumacher.

## Sinopse
Após ter acesso a informação sobre o assassinato de um político, um garoto passa a ser procurado pela máfia e o FBI.

## Elenco
- Susan Sarandon — Reggie Love
- Tommy Lee Jones — Roy Foltrigg
- Mary-Louise Parker — Dianne Sway
- Anthony LaPaglia — Barry Muldano
- J.T. Walsh — Jason McThune
- Brad Renfro — Mark Sway
- Anthony Edwards — Clint Von Hooser
- Will Patton — sargento Hardy
- Anthony Heald — Trumann
- Kim Coates — Paul Gronke
- Kimberly Scott — Doreen
- David Speck — Ricky Sway
- William H. Macy — Dr. Greenway
- Ossie Davis — juiz Harry Roosevelt
- John Diehl — Jack Nance

## Recepção
O público pesquisado pelo CinemaScore deu ao filme uma nota "B+" na escala de A+ a F.
No agregador de críticas dos Estados Unidos, o Rotten Tomatoes, na pontuação onde a equipe do site categoriza as opiniões da  grande mídia e da mídia independente apenas como positivas ou negativas, o filme tem um índice de aprovação de 80% calculado com base em 40 comentários dos críticos. Por comparação, com as mesmas opiniões sendo calculadas usando uma média aritmética ponderada, a nota alcançada é 6,1/10 que é seguida do consenso dizendo que "pode não reinventar os princípios do drama jurídico, mas a mão de direção robusta de Joel Schumacher e um elenco de alto calibre dão vida à virada de página de John Grisham com suspense cativante".
Em outro agregador de críticas também dos Estados Unidos, o Metacritic, que calcula as notas das opiniões usando somente uma média aritmética ponderada de determinados veículos de comunicação em maior parte da grande mídia, tem uma pontuação de 65/100, alcançada com base em 18 avaliações da imprensa anexadas no site, com a indicação de "revisões geralmente favoráveis".

## Prêmios e indicações
| Premiação  | Categoria    | Recipiente     | Resultado |
| ---------- | ------------ | -------------- | --------- |
| Oscar 1995 | Melhor atriz | Susan Sarandon | Indicado  |
| BAFTA 1995 | Melhor atriz | Susan Sarandon | Venceu    |